# Ralph Evans (voile)
Pour les articles homonymes, voir Ralph Evans et Evans.
Ralph Liggett Evans, Jr., né le 7 février 1924 à New York et mort le 23 juillet 2000 à Darien, est un skipper américain.

## Biographie
Ralph Evans est diplômé du Massachusetts Institute of Technology. Il participe aux Jeux olympiques d'été de 1948 à Londres et remporte la médaille d'argent en classe Firefly.